# Долинське нафтове родовище
Долинське нафтове родовище — належить до Бориславсько-Покутського нафтогазоносного району Передкарпатської нафтогазоносної області Західного нафтогазоносного регіону України.

## Опис
Розташоване у Долинському районі Івано-Франківської області на відстані 5 км від м. Долина.
Знаходиться в першому ярусі складок центр. частини Бориславсько-Покутської зони. 
Виявлене в 1930-х рр. Розвиток цього нафтового родовища розпочався в середині 1930–х рр. після того, як розвідувальна свердловина в районі селища Долина після кількамісячного буріння дала потужний нафтовий фонтан. 
Розробляється з 1950-56 рр. По утвореннях палеогену Долинська складка є антикліналлю з похилим південно-західним крилом і крутим, значною мірою зрізаним насувом, північно-східним. Складка має загальнокарпатське простягання. Розміри складки 11,0×2,9 м, висота 1200 м. В 1950 р. з менілітових відкладів олігоцену з інт. 1543-1818 м отримано фонтан нафти дебітом 30 т/добу. У 1950 р. Долинське родовище (Івано-Франківщина) вийшло на перше місце в Україні за видобутком нафти (фонтануючі свердловини). 
Поклад пов'язаний з відкладами еоцену і олігоцену. 
Поклади родовища масивно-пластові, склепінчасті, тектонічно екрановані, один з них — пластовий, літологічно обмежений. Колектори — пісковики і алевроліти. Пористість 7,8-12,3 %, проникність 0,1-110 мД. Тип колектора порово-тріщинний. Глибина залягання покрівлі покладу 1600 м, Глибина залягання нафтоносних шарів — 1600-3000 м, потужність пластів — до 100-120 м. Висота покладу 1401 м. Початковий пластовий тиск 30,4 мПа, температура 54-82 °С. Режим покладів пружний та розчиненого газу. Запаси початкові видобувні категорій А+В+С1: нафти — 38320 тис. т; розчиненого газу — 12963 млн. м³. Густина дегазованої нафти 769-844 кг/м³. Вміст сірки у нафті 0,17-0,32 мас.%, парафіну 8,3-11,5 %, смол 6-19 %. Спосіб експлуатації — фонтанний і насосний. Для підтримки пластового тиску використовується законтурне заводнення. 